# Винеровское оценивание
Винеровское оценивание — задача нахождения импульсной характеристики линейной стационарной системы, дающей на выходе оптимальную в смысле минимума математического ожидания средней квадратической ошибки оценку значений полезного сигнала, поступающего на вход в аддитивной смеси с шумом. 

## Условия
Требуется найти импульсную характеристику {\displaystyle w(t)} линейной стационарной системы, на вход которой поступает аддитивная смесь {\displaystyle f(t)} полезного сигнала {\displaystyle y(t)} с шумом {\displaystyle e(t)}: {\displaystyle f(t)=y(t)+e(t)}, а на выходе должна получаться оценка значения полезного сигнала {\displaystyle d(t)=\int _{-\infty }^{+\infty }w(\tau )f(t-\tau )d\tau }, которая минимизирует математическое ожидание средней квадратической ошибки между оценкой и реальным значением полезного сигнала {\displaystyle \epsilon ^{2}(t)=m_{1}\left\{(y(t)-d(t))^{2}\right\}}. 
Предполагается, что условия применения, характер сигналов и помех остаются достаточно стабильными, их статистические характеристики меняются мало. Если же условия переменны и помехи в процессе работы систем изменяются существенно, то возникает необходимость автоматической оптимизации параметров систем. Это осуществляется в различного рода экстремальных, адаптивных, обучаемых системах.

## Решение задачи
Ошибка системы равна разности между оценкой {\displaystyle d(t)} и реальным значением {\displaystyle y(t)} полезного сигнала {\displaystyle e(t)=d(t)-y(t)}. Минимальная среднеквадратическая ошибка по определению равна:
{\displaystyle \eta ={\overline {e^{2}}}={\overline {d^{2}}}-2\,{\overline {d\,y}}+{\overline {y^{2}}}} =
{\displaystyle {\overline {d^{2}}}-2\int _{-\infty }^{+\infty }w(\tau ){\overline {f(t-\tau )d(t)}}\,\mathrm {d} \tau +\int _{-\infty }^{+\infty }\int _{-\infty }^{+\infty }w(\xi )w(\mu ){\overline {f(t-\xi )f(t-\mu )}}\,\mathrm {d} \xi \,\mathrm {d} \mu } =
{\displaystyle {\overline {d^{2}}}-2\int _{-\infty }^{+\infty }w(\tau )\rho _{fd}(\tau )\mathrm {d} \tau +\int _{-\infty }^{+\infty }\int _{-\infty }^{+\infty }w(\xi )w(\mu )\rho _{ff}(\xi -\mu )\,\mathrm {d} \xi \,\mathrm {d} \mu }.
Здесь используются обозначения для корреляционных функций:
{\displaystyle \rho _{fd}(\tau )={\overline {f(t)\,d(t+\tau )}}}
{\displaystyle \rho _{ff}(\tau )={\overline {f(t)\,f(t+\tau )}}}.
Черта над формулой означает осреднение по времени. Будем считать, что оптимальная импульсная характеристика системы существует и равна {\displaystyle w_{\text{opt}}}.
Тогда любая отличающаяся от неё импульсная характеристика системы может быть представлена в виде
{\displaystyle w(t)=w_{\text{opt}}(t)+\alpha \,\theta (t)},
где {\displaystyle \theta (t)} — произвольная функция времени, {\displaystyle \alpha } — варьируемый коэффициент.
Минимум среднеквадратической ошибки отклонения достигается при {\displaystyle \alpha =0}. Для поиска {\displaystyle w_{\text{opt}}(t)} нужно найти производную показателя качества {\displaystyle \eta } по коэффициенту вариации {\displaystyle \alpha } и приравнять её нулю при {\displaystyle \alpha =0}:
{\displaystyle {\frac {\partial \eta }{\partial \alpha }}|_{\alpha =0}} =
{\displaystyle -2\int _{-\infty }^{+\infty }\theta (\tau )\,\rho _{fd}(\tau )\,\mathrm {d} \tau +\int _{-\infty }^{+\infty }\int _{-\infty }^{+\infty }\left[w_{\text{opt}}(\xi )\,\theta (\mu )+w_{\text{opt}}(\mu )\,\theta (\xi )\right]\,\rho _{ff}(\xi -\mu )\,\mathrm {d} \xi \,\mathrm {d} \mu } =
{\displaystyle -2\int _{-\infty }^{+\infty }\theta (\xi )\rho _{fd}(\xi )\,\mathrm {d} \xi +2\int _{-\infty }^{+\infty }\int _{-\infty }^{+\infty }\theta (\xi )\,w_{\text{opt}}(\mu )\,\rho _{ff}(\xi -\mu )\,\mathrm {d} \xi \,\mathrm {d} \mu } =
{\displaystyle 2\int _{-\infty }^{+\infty }\theta (\xi )\,\left[\int _{-\infty }^{+\infty }w_{\text{opt}}(\mu )\rho _{ff}(\xi -\mu )\mathrm {d} \mu -\rho _{fd}(\xi )\right]\,\mathrm {d} \xi =0}
Поскольку {\displaystyle \theta (\xi )} — произвольная функция, последнее равенство выполняется тогда и только тогда, когда:
{\displaystyle \int _{-\infty }^{+\infty }w_{\text{opt}}(\mu )\,\rho _{ff}(\xi -\mu )\,\mathrm {d} \mu -\rho _{fd}(\xi )=0}.
Это и есть уравнение Винера-Хопфа, определяющее оптимальную импульсную характеристику системы по критерию минимальной среднеквадратической ошибки. Для решения применим преобразование Лапласа к полученному уравнению. Известно, что преобразование Лапласа от свертки равно произведению преобразований Лапласа, тогда:
{\displaystyle w_{\text{opt}}(p)S_{ff}(p)-S_{fd}(p)=0},
где
{\displaystyle w_{\text{opt}}(p)=L{w_{\text{opt}}(t)}};
{\displaystyle S_{ff}(p)=L{\rho _{ff}(t)}};
{\displaystyle S_{fd}(p)=L{\rho _{fd}(t)}}.
Таким образом определяем оптимальный винеровский фильтр 1-го рода:
{\displaystyle W_{\text{opt I}}={\frac {S_{fd}(p)}{S_{ff}(p)}}}.
Когда порядок полинома в числителе оказывается выше порядка полинома в знаменателе, винеровский фильтр 1-го рода физически нереализуем. Для решения задачи, после определения импульсной характеристики её принудительно приравнивают нулю при отрицательных значениях  {\displaystyle t} (именно отличие {\displaystyle w(t)} от нуля при  {\displaystyle t<0} характеризует физическую нереализуемость системы) и таким образом получают физически реализуемый винеровский фильтр 2-го рода.

## История
Во время Второй мировой войны перед американским математиком Н. Винером встала задача отделения полезного сигнала от шума при решении задач автоматизации систем противовоздушной обороны, использующих радиолокационную технику. В 1942 г. Н. Винер теоретически решил эту задачу, допустив, что искомая система должна быть линейной с постоянными параметрами, время наблюдения бесконечно, входной и выходной сигналы системы являются стационарными и стационарно связанными случайными процессами, и система минимизирует среднюю квадратическую ошибку между полезным входным и выходным сигналами. Были созданы и опробованы экспериментальные аналоговые устройства, использующие этот метод, но по ряду причин применить их в реальных системах ПВО не удалось.